# Другой тонкий человек
«Другой тонкий человек» (англ. Another Thin Man) — американский детективный фильм с элементами комедии режиссёра В. С. Ван Дайка, который вышел на экраны в 1939 году.
Это третий из шести фильмов киноцикла «Тонкий человек». Фильм основан на рассказе Дэшила Хэмметта 1930 года «Убийство в Фэруэлле» (англ.  The Farewell Murder). Как и в других фильмах цикла, главные роли пары детективов-любителей Ника и Норы Чарльз сыграли Уильям Пауэлл и Мирна Лой.
В этом фильме Ник и Нора Чарльз вместе со своим грудным сыном приезжают на выходные в поместье на Лонг-Айленде по приглашению их друга, производителя боеприпасов полковника Макфея (Обри Смит). Он опасается, что его хочет убить его бывший главный менеджер Фил Чёрч (Шелдон Леонард), который недавно вышел из тюрьмы. Вскоре Макфея действительно убивают, после чего Ник и Нора приступают к расследованию. Они сталкиваются с множеством персонажей, включая подчинённых Макфея, гангстеров, родственников и своенравных актёров. Тем временем убивают ещё двух человек. Но в итоге любитель пошутить и выпить Ник проводит хитроумную операцию, устанавливая убийцу полковника.
Большинство критиков высоко оценило картину, отметив увлекательный детективный сюжет, юмор и прекрасную актёрскую игру. Вместе с тем было указано, что этот третий фильм цикла несколько уступает двум предыдущим, а фильмы, которые последовали за ним, оказались ещё слабее.

## Сюжет
Известный детектив-любитель Ник Чарльз (Уильям Пауэлл) и его жена Нора (Мирна Лой), вместе с грудным сыном Ники-младшим и фокстерьером Астой по возвращении в Нью-Йорк останавливаются в отеле «Нортэмптон». Вскоре им звонит полковник Берр Макфей (Обри Смит), который настойчиво приглашает их приехать на выходные в свою усадьбу на Лонг-Айленде. Несмотря на нежелание мужа, Нора даёт согласие, объясняя это тем, что полковник — бывший компаньон её отца и распорядитель унаследованного ей имущества, и у них есть дела, которые надо обсудить. Буквально через несколько минут за багажом заходит шофёр полковника Макфея, а следом появляется няня из агентства Дороти Уотерс (Рут Хасси), чтобы сопровождать их в поездке. Коридорным в гостинице оказывается знакомый карманник Ника по прозвищу Мурашка (Гарри Беллавер), которого тот в своё время посадил. Весёлый, заводной Мурашка обязуется организовать празднование дня рождения Никки-младшего, которому через несколько дней исполняется год.
Вечером, когда вся семья Чарльзов и мисс Уотерс приближаются через лес к усадьбе Макфея, Ник замечает на повороте дороги лежащего человека с ножом в груди. Он требует остановить машину, и шофёр, неохотно сделав это, в страхе убегает. Когда Ник возвращается к повороту, то там уже никого нет. Ник садится за руль, и они подъезжают к воротам усадьбы, где машину встречает вооружённый охранник, который лишь позвонив по телефону, соглашается пропустить их. На территории гостей встречает ещё один охранник, который провожает машину до дверей особняка. В доме Чарльзы видят, как полковник жёстко разговаривает с тремя мужчинами, которые следят за территорией усадьбы. Когда Ник говорит ему, что видел тело человека около дороги, полковник утверждает, что всё это лишь обманный ход, чтобы его запугать. Приёмная дочь полковника Лоис (Вирджиния Грей), взяв за руку Макфея, советует ему немного успокоиться и пойти поужинать. Лоис представляет своего друга Дадли Хорна (Патрик Ноулз), которого хотела назвать женихом, но, увидев лицо полковника, остановилась. Лоис также представляет Фредди Колмана (Том Нил), секретаря Макфея. Во время ужина Макфей рассказывает, что один из его бывших подчинённых Фил Чёрч (Шелдон Леонард), который десять лет назад был осуждён за мошенничество, вышел из тюрьмы, и теперь хочет отомстить полковнику за то, что тот его не выручил. Этот человек заявил Макфею, что дважды видел во сне его смерть, а третий его сон станет вещим, и полковник умрёт. Выйдя из тюрьмы, Чёрч снял домик по соседству, и Макфей убеждён, что Чёрч собирается его убить. Полковник хочет, чтобы Ник защитил его.
В этот момент входит экономка миссис Беллам (Филлис Гордон), сообщая о пожаре в амбаре у бассейна. Когда Ник пытается подойти к бассейну, его встречает вооружённая охрана полковника, и на этом же месте Ник вместе с Дадли обнаруживает тело убитой собаки Лоис, которой перерезали горло. Дадли рассказывает Нику, что Чёрч, видимо, пытается запугать полковника и таким образом выцарапать из него какие-то деньги. Далее Дадли рассказывает, что всеми своими делами, конечно, руководил сам Макфей, однако все скользкие вопросы разруливал Чёрч. Сейчас этим занимается Дадли. Когда Ник возвращается в дом, Фредди ему рассказывает, что пытался объясниться с Чёрчем, но тот не хочет с ним общаться. Чёрч считает, что Фредди тоже приложил руку к тому, чтобы он сел в тюрьму, а затем занял его место. Лоис спрашивает, что, может быть лучше откупиться от Чёрча, однако Макфей категорически заявляет, что Чёрч от него ничего не получит. После резкого ответа полковника дочери Фредди вдруг вскипает и набрасывается на Макфея, требуя уважения к Лоис. На это Дадли говорит, что очевидно, что Фредди влюблён в Лоис. В ответ Фредди говорит, что хотя Дадли называет себя её женихом, он палец о палец не ударил, чтобы защитить её. Когда все расходятся, расстроенный Макфей вываливает на стол все деловые бумаги, касающиеся Норы, предлагая ей самой впредь заниматься своими делами.
Нора остаётся в кабинете, а Ник направляется на прогулку с Асти по саду. Вскоре Ник набредает на мужчину в толстых очках и с биноклем, который наблюдает за домом Чёрча. Тот показывает полицейский значок и просит Ника удалиться. Затем Ник заходит в дом Чёрча, где его уже ожидает слуга Дам-Дам (Эбнер Биберман). Ник узнаёт в нём того самого человека, который лежал на дороге с ножом в груди. В кабинете Ника встречает Фил Чёрч, представляя свою доверенную экономку Смитти (Мюриел Хатчисон). Чёрч даёт указание Смитти продолжить паковать вещи, объясняя, что собирается вернуться на Кубу. Далее он рассказывает, что история про сны, которую он рассказал полковнику, это истинная правда. А прошлой ночью Чёрч видел третий сон, в котором Макфею перерезают горло. Чёрч говорит, что, возможно, Макфей уже мёртв. Поскольку после смерти полковника значительная часть контролируемого им имущества отойдёт к Норе и Чарльзу, Чёрч говорит, что, может быть, он будет видеть вещие сны и о них. Когда после этих слов Ник бьёт Чёрча по физиономии, Дам-Дам бросает в Ника нож, который втыкается в нескольких сантиметрах от него, а Смитти достаёт пистолет. Чёрч приказывает своим людям остановиться, после чего подтверждает, что уезжает на Кубу, обещая ещё вернуться. Дадли звонит на станцию, проверяя, что Чёрч со своими людьми отбыл в Нью-Йорк, после чего все в доме полковника успокаиваются. Ник тем не менее говорит, что Чёрч так просто не отступится, и рекомендует полковнику переехать в Нью-Йорк, однако тот отвечает, что не поддастся ни на какие угрозы.
Чёрч, Смитти и Дам-Дам заселяются в нью-йоркскую гостиницу, явно готовя какое-то дело. В это момент в их номере появляется «Алмазик» Фогель (Дон Костелло), который привёз Смитти записку от неё мужа, который сидит в тюрьме. Смитти отвечает, что её не интересуют проблемы бывшего мужа, с которым она рассталась семь лет назад, на что Фогель замечает, что она заметно сблизилась с Чёрчем. Уточнив, что завтра Чёрч уезжает на Кубу, Фогель удаляется. Отправив Дам-Дама на дело, он целует Смитти, которая как будто бы не вполне ему доверяет. Когда она садится за телефон, Чёрч отправляется вслед за Дам-дамом на дело.
Ночью в спальню к Чарльзам заходит Лоис, чтобы проверить, всё ли у них в порядке. Пока она играет с малышом, где-то в доме раздаётся выстрел. Ник вместе с Дадли и Фредди заходит в комнату Макфея, обнаруживая его мёртвым. Экономка вызывает полицию. Когда полицейские машины въезжают на территорию усадьбы, мисс Уотерс незаметно убегает через открытые ворота. Полиция начинает розыск Чёрча, который становится главным подозреваемым. Эксперт сообщает помощнику окружного прокурора Ван Слэку (Отто Крюгер), что Макфея ударили тупым предметом в висок, а затем ему перерезали горло ножом. Возможно, это тот же нож, который бросали в Ника. Фредди рассказывает детективам, что согласно завещанию полковника, 100 тысяч получит миссис Беллам, а всё остальное — это несколько миллионов — его дочь. Полиция тщательно допрашивает всех, кто был в доме на момент убийства. Ван Слэк беседует с Ником, предполагая, что кто-то забрался через окно в комнату Макфэя. Заметив это, полковник должно быть выстрелил, после чего началась драка, о чём свидетельствуют разбросанные по комнате вещи и предметы мебели и сломанное запястье у Макфея. Ник добавляет, что парадная дверь в дом была открыта, а также просит выяснить, почему в момент убийства в доме погас свет. Далее Ник уточняет, что в местной полиции нет человека в толстых очках, которого он видел следящим за домом Чёрча. Когда Ник возвращается в комнату, где собрались все обитатели дома, Дадли рассказывает, что ему звонила дама с угрозами в отношении Лоис. Выйдя во двор, Ник отбирает у Асты найденный ей нож, который предположительно послужил орудием убийства. В этот момент к Нику подбегает Лоис, говоря, что её преследует кто-то с пистолетом. Тут же в них стреляют, однако неточно, и ответными выстрелами полицейские убивают стрелявшего, которым оказывается Дадли Хорн. Ван Слэку Ник говорит, что скорее всего, Лоис пыталась спасти ему жизнь, когда подбежала и оттолкнула его. Ван Слэк спрашивает у Лоис, не заподозрила ли она, что это Дадли убил её отца, однако она отрицает это. Прокурор предполагает, что если бы Дадли и Лоис поженились, Макфей мог лишить дочь наследства. Лоис рассказывает, что сразу после убийства Макфея Дадли зашёл к ней и попросил сказать, что они были вместе, чтобы полиция его не заподозрила. Ван Слэк говорит, что ему всё ясно: все знали, что Макфей и Чёрч были врагами, и Дадли решил этим воспользоваться. Он убил Макфея ножом Чёрча, чтобы подозрение пало на него. Ник однако спрашивает, зачем тогда было нужно покушаться на его жизнь, когда он обнаружил нож.
На следующий день газеты выходят с заголовками о втором убийстве на Лонг-Айленде. Несколько часов спустя Лоис, получившая небольшое ранение в руку, просыпается после дозы успокаивающего, которую дали врачи. Рядом с ней сидит миссис Беллам, которая сознаётся, что она её родная мать. Входят Фредди и чета Чарльз. Когда Лоис говорит, что осталась совсем одна, Ник напоминает, что она унаследовала около пяти миллионов долларов, а Фредди обещает, что всегда будет с ней. К Нику приходит Ван Слэк, уговаривая Ника снова взяться за дело. Он сообщает, что полиция задержала Смитти, которая была с Чёрчем, а также продолжает розыски няни мисс Уотерс. В этот момент Нику анонимно звонит группа бандитов, включающая Фогеля, предлагая ему бросить дело Макфея. Обманув Нору, Ник вместе с Ван Слэком выскальзывает из дома. В этот момент звонит телефон и некто предлагает Норе за выкуп дать важную информацию по делу, назначая ей встречу.
Детектив лейтенант Гилд (Нэт Пендлтон), задержавший Смитти, сообщает прибывшим Нику и Ван Слэку, что она не могла принимать участие во вчерашних убийствах, так как он провёл это время с ней в её квартире. Лейтенант подозревает, что Смитти пригласила его к себе, чтобы отвлечь его внимание, пока её дружки творили свои дела. Смитти утверждает, что к убийствам не имеет никакого отношения. Она говорит, что вчера вечером Чёрч и Дам-Дам куда-то направились, и с тех пор не возвращались. Смитти говорит, что работает с Чёрчем несколько недель, помогая ему в различных делах, но не в убийствах. Приезжает Фогель, объясняя полиции, что он друг её мужа, который сидит в тюрьме и просил его позаботиться о Смитти. В этот момент дверь открывает Дам-Дам, но, увидев полицейских, тут же скрывается. Когда полицейские выбегают вслед за ним, Смитти подозревая, что Фогель по указанию её бывшего мужа что-то сделал с Чёрчем, набрасывается на него и начинает драку. На столе Ник находит спички из клуба «Вест-Индия» и тут же уходит. На улице перед домом полиция поймала Дам-Дама и увозит его в участок, а Ник направляется в клуб. Вслед за его такси едут двое бандитов.
В клубе Ник получает записку с приглашением от своей старой подруги Беллы Спрюс. Пробившись через толпу окруживших её поклонников, Ник видит, что за столиком сидит Нора. Разогнав поклонников, Нора рассказывает мужу, что звонивший назначил ей встречу в этом клубе, пообещав за 15 долларов сказать, где можно найти Дам-Дама. В этот момент в клубе появляется Дам-Дам, который подходит к столику Ника. Полиция его отпустила, и он не знает, где Чёрч. Завсегдатай клуба (Стив Кэрратерс) рассказывает Нику, что Чёрч не мог убить полковника, так как видел Чёрча в клубе в вечер убийства в компании Линды Миллс, сообщая её адрес. В этот момент Дам-Дам вдруг бьёт завсегдатая по лицу, и начинает с ним драку. Двое бандитов, которые наблюдали за происходящим, подключаются и начинается всеобщий переполох. Ник подбирает с пола игральную фишку. Когда появляется полиция, Ник незаметно выходит из клуба и вместе с Норой на такси направляются к Линде Миллс. Домохозяйка мисс Долли (Марджои Мэйн) говорит, что Чёрч последний раз был в пансионе пару недель назад, а затем проводит Ника в комнату Миллс. Её нет дома, и хозяйка разрешает Нику осмотреть комнату. Оставшись один, Ник находит отверстие в стене и следы около кровати. В этот момент в комнату через окно приникают двое вооружённых бандитов. Когда они собираются застрелить Ника, в том же окне появляется группа полицейских во главе с лейтенантом Гилдом, которых вызвал Ник. Домохозяйка говорит, что не видела Миллс несколько последних дней, а может быть и недель. Вскоре лейтенант Гилд звонит Нику, сообщая, что женщина, которая выдавала себя за няню Дороти Уотерс, имеет криминальное прошлое, и её настоящее имя Агнес Борн. Ник говорит, что теперь начинает догадываться, почему Смитти ошивалась около Чёрча.
Собрав за столом в своём номере Нору, Фредди, Лоис и миссис Беллам, Ник намеревается изложить им свою версию событий, однако его прерывают звуки музыки. В соседней комнате Мурашка организовал вечеринку в честь дня рождения Ника-младшего, куда пришли друзья-бандиты со своими маленькими детьми. Когда Ник выходит в коридор, то видит, как Лоис перебегает из одной комнаты в другую. Он запирает дверь на ключ, устраивая так, что Лоис может выйти в коридор только через его комнату. Нора сообщает, что Ника какой-то здоровый человек в очках ждёт внизу, а затем навещает Лоис, рядом с которой сидит Фредди, которого она просит последить за Ники-младшим. Когда Нора возвращается к Нику, в комнату входит Чёрч, который прячем в кармане пистолет. Он требует, чтобы Ник немедленно уехал из города, угрожая в противном случае его жизни, после чего уходит. Когда Чёрч поднимается на крышу здания, кто-то стреляет и убивает его. Услышав выстрел, бандиты быстро разбегаются с праздника, прихватив своих малышей, а Фредди забирает Ники. Ник встречает Фогеля, который идёт по коридору, подозревая, что это он мог стрелять. Тем временем полиция быстро оцепляет дом. Задержанная Смитти говорит, что опасалась, что Дам-Дам может натворить бед, и пришла, чтобы остановить его. Дам-Дам в свою очередь утверждает то же самое про Смитти. После этого Смитти заявляет, что Чёрча убил Фогель, однако тот отдаёт на экспертизу свой пистолет, чтобы убедить полицию, что стрелял не он. Разъярённый Дам-Дам набрасывается на Фогеля, и их с трудом разнимают. Ник спрашивает, чью игральную фишку он нашёл, и Фогель подтверждает, что его. Ник говорит, что если мы узнаем, кто убил Макфея, мы узнаем, кто убил Чёрча. Ник говорит, что план Чёрча состоял в следующем: всю грязную работу должен был сделать его сообщник, а себе он должен был обеспечить алиби. После убийства он исчезает, и всё как бы показывает на него. Его план состоял в том, что он должен был предстать перед судом за убийство, и там он предъявит своё алиби. Алиби у него было с самого начала, но он не хотел, чтобы оно открылось раньше времени. Поэтому Дам-Дам ударил человека в ресторане, когда тот хотел сказать, что видел Чёрча в другом месте во время убийства. Затем Ник обращается к Фогелю, который вчера послал следить двоих людей за Ником, и один из которых уронил фишку в ресторане. Фогель говорит, что Чёрч был у него как раз в то время, когда убили Макфея. Он однако молчал об этом, потому что их встреча происходила в его клубе, где собираются на игру влиятельные люди, которые не хотят быть засвеченными.
Ник проводит следственный эксперимент. Он делает устройство из оголённого провода, книг, газеты, стакана воды и пистолета, с помощью которого был произведён выстрел. Ник напоминает, что в комнате Макфея были следы борьбы, однако шума борьбы никто не слышал, так как к моменту выстрела Макфей был уже мёртв. Ник напоминает, что последней видела Макфея живым миссис Беллам, у которой в прошлом был роман с полковником. В этот момент полицейские вводят мисс Уокер, которая утверждает, что пришла к Нику. Тем временем собранное Ником устройство срабатывает, и происходит выстрел. Учитывая, что между сбором устройства и выстрелом прошло пять минут, Ник предполагает, что всё подстроила Лоис, которая была в доме, и пыталась подставить в этом Смитти. После обвинения Лоис, Фредди заявляет, что это он убил Макфея. Ник напоминает Фредди, что случилось с Дадли Хорном, который заподозрил Лоис в убийстве и захотел её защитить. Чтобы отвести от Лоис угрозу, Дадли задумал убить Ника, однако это не входило в планы Лоис. Поэтому она оттолкнула Ника, когда Дадли в него стрелял, одновременно подставив Дадли, вокруг которого было много вооружённых людей, которые сразу же стали стрелять. Лоис спрашивает, зачем ей было убивать отца. По словам Ника, потому что ей нужны были деньги, так как она жила двойной жизнью — жизнью Лоис и жизнью Линды Миллс, которая увлекалась ночными похождениями и Чёрчем. Домохозяйка миссис Долли может это подтвердить. Чёрч, как поняла Лоис, после этого дела собирался сбежать со Смитти. Поэтому она убила его, избавившись и от свидетеля, и от неверного любовника. Лоис подтверждает, что всё это правда. Ей надоело играть роль невинной маленькой дурочки, и она хотела получить свои деньги. Далее она говорит, что для страховки она с помощью Фредди спрятала Ники. Если её сейчас отпустят, то через полчаса она вернёт ребёнка. В этот момент прибегает мамаша одного из детей, участвовавших в празднике, с Ники на руках, и Ник заявляет Лоис, что её блеф не удался. Оказывается, один из бандитов в панике прихватил с дня рождения Ники вместо своего ребёнка. Когда арестованную Лоис уводит полиция, она заявляет миссис Беллам, что та не её мать.

## В ролях
- Уильям Пауэлл — Ник Чарльз
- Мирна Лой — Нора Чарльз
- Вирджиния Грей — Лоис Макфей
- Отто Крюгер — помощник окружного прокурора Ван Слэк
- Обри Смит — полковник Бёрр Макфей
- Рут Хасси — Дороти Уолтерс, няня Чарльза
- Нэт Пендлтон — лейтенант Гилд
- Патрик Ноулз — Дадли Хорн, жених Лоис
- Том Нил — Фредди Колмен, секретарь Макфея
- Филлис Гордон — миссис Изабелла Беллам, домохозяйка Макфея
- Шелдон Леонард — Фил Чёрч
- Дон Костелло — «Алмазик» Фогель
- Гарри Беллавер — Мурашка
- Мюрель Хатчисон — Смитти
- Эбнер Биберман — Дам-Дам
- Марджори Мэйн — миссис Долли

## Создатели фильма и исполнители главных ролей
В основу фильма положен рассказ американского криминального писателя Дэшила Хэммета, по произведениям которого были поставлены такие фильмы, как «Тонкий человек» (1934), «После тонкого человека» (1936), «Мальтийский сокол» (1941) и «Стеклянный ключ» (1942), а позднее — «Перекрёсток Миллера» (1990).
В. С. Ван Дайк дважды номинировался на «Оскар» как лучший режиссёр за фильмы «Тонкий человек» (1934) и «Сан-Франциско» (1936). В общей сложности в 1934—1941 годах Ван Дайк поставил четыре фильма из цикла «Тонкий человек», и во всех фильмах главные роли сыграли Уильям Пауэлл и Мирна Лой. Кроме того, он поставил с этим актёрским дуэтом такие успешные фильмы, как «Манхэттенская мелодрама» (1934) и «Я люблю тебя снова» (1940). К числу лучших фильмов Ван Дайка относятся также «Узник замка Зенда» (1937), «Мария-Антуанетта» (1938) и «Путешествие за Маргарет» (1942).
До появления в цикле «Тонкий человек» Уильям Пауэлл известен по таким картинам, как «Последний приказ» (1928), «Путешествие в одну сторону» (1932), «Кража драгоценностей» (1932) и «Дело об убийстве в питомнике» (1933). Он трижды номинировался на «Оскар» как лучший актёр в главной роли за фильмы «Тонкий человек» (1934), «Мой слуга Годфри» (1936) и позднее «Жизнь с отцом» (1947).
Помимо пяти фильмов цикла «Тонкий человек» Мирна Лой сыграла с Пауэллом в таких картинах, как «Оклеветанная» (1936), «Я люблю тебя снова» (1940) и «Любовное безумие» (1941). Позднее она снялась в таких успешных фильмах, как «Лучшие годы нашей жизни» (1946), «Холостяк и девчонка» (1947) и «Мистер Блэндингз строит дом своей мечты» (1948).

## История создания фильма
В 1939 году, через три года после второго фильма «За тонким человеком» по многочисленным просьбам студия Metro-Goldwyn-Mayer продолжила этот киноцикл. В. С. Ван Дайк в третий раз стал режиссёром фильма этого цикла, и этот фильм стал последним, который основан на произведении Дэшила Хэммета.
Как отмечает киновед Лэнг Томпсон, этот фильм основан на рассказе Хэммета «Убийство в Фэруэлле» (англ.  The Farewell Murder) (1930). Как и предыдущие фильмы из цикла «Тонкий человек», сценарий был написан четырехкратными номинантами на премию «Оскар» Фрэнсис Гудрич и Альбертом Хэккеттом, и это была их последняя работа в рамках этого киноцикла.
В своей автобиографии «Быть и становиться» (англ.  Being and Becoming) актриса Мирна Лой вспоминала об этом дуэте сценаристов следующим образом: «Знаете ли вы, что я никогда не видела их на студии Metro-Goldwyn-Mayer? Это ужасно, на самом деле, но за исключением случаев, когда нас надо было вытаскивать из ямы, мы редко видели этих сценаристов и на съемочной площадке….Я не встречалась с Хаккеттами, пока не переехала в Нью-Йорк в пятидесятых годах. Я рада сообщить, что мы подружились, и Альберт однажды в шутку объяснил, почему они не стали писать последние три сценария для цикла „Тонкий человек“. „В конце концов, — сказал он, — меня просто вырвало на пишущую машинку. Я не мог сделать это снова; я не мог написать ещё одну“». Как отмечает Лой, «возможно, нам всем следовало с ним согласиться; эти последние три фильма на самом деле никак не дотягивали до уровня предыдущих».
Согласно информации MGM от 9 октября 1939 года в работе над сценарием принимала участие также Анита Лоос (англ.  Anita Loos).
Рабочее название этого фильма — «Тонкий человек возвращается» (англ.  The Thin Man Returns).
Как и в предыдущих фильмах цикла, Уильям Пауэлл и Мирна Лой сыграли роли искушенных сыщиков Ника и Норы Чарльз, но на этот раз к ним прибавился 8-месячный Ник Чарльз-младший. Как полагает историк кино Деннис Шварц, название фильма «Другой тонкий человек», вероятно, относится к ребёнку. Иначе «название не имеет смысла, поскольку тонкий человек отсылает к жертве из первого детектива в этой серии, и оно могло бы иметь смысл только в том случае, если бы теперь, изменив значение, оно относилось бы к Уильяму Пауэллу (который не очень-то худой)».
Как отмечено в рецензии TV Guide, это был первый фильм Пауэлла после двухлетнего отсутствия на экране из-за болезни. После завершения фильма «Двойная свадьба» в 1937 году и вплоть до этой картины 1939 года Пауэлл сыграл только в одном фильме — «Баронесса и дворецкий» (1938) на студии Fox.
В начале 1938 года сценарий этого фильма был уже утверждён, и съемочная группа была готова приступить к съемкам, однако возникла проблема со здоровьем Пауэлла. В своё время это не было объявлено, но у него был диагностирован рак. Это было ещё одним ударом по актёру, который за год до этого похоронил свою безвременно умершую невесту, кинозвезду Джин Харлоу. Однако успешные операции в марте 1938 и январе 1939 года в конечном итоге позволили Пауэллу преодолеть болезнь, и врачи разрешили ему вернуться к работе осенью 1939 года (хотя ему всё-таки пришлось отказаться от роли Максима де Винтера в «Ребекке» Хичкока).
Пока Пауэлл был недоступен, по сообщениям «Голливуд Репортер» от 1938 года, в качестве его замены рассматривались актёры Реджинальд Гардинер и Мелвин Дуглас.
Что касается Мирны Лой, то она перед самым началом работы вернулась из Лондона в связи началом в Европе Второй мировой войны.
В день первого появления Пауэлла на съемочной площадке этого фильма актёры и съёмочная группа стоя приветствовали его. По словам Чарльза Франциско (англ.  Charles Francisco), написавшего биографию актёра «Джентльмен: история Уильяма Пауэлла», «Пауэлл, выглядевший удивительно подтянутым и загорелым, казалось, был смущён всеобщим вниманием. Он поднял руки, и знакомая усмешка заиграла в уголках его рта, когда он попытался придумать что-нибудь смешное. Аплодисменты прекратились, и Билл обнаружил, что не может ничего сказать». Тогда Мирна Лой бросилась к нему, поцеловала и крепко обняла. Вуди Ван Дайк обеспечил надлежащий финал эмоционально заряженной сцене словам: «Ладно, на что мы тратим время? Давайте приступим к работе».
Во время работы над фильмом Ван Дайк сделал поправку на ослабленное состояние Пауэлла, сократив его съёмочный день до шести часов. Чтобы компенсировать временные потери, Ван Дайк нанял всем основным актёрам дублёров и вёл съёмки одновременно в двух павильонах с двумя съемочными группами.
Фильм находился в производстве с середины июля до конца августа 1939 года, дополнительная съёмка была завершена 13 октября 1939 года. Фильм вышел в прокат 17 ноября 1939 года, став одним из самых кассовых фильмов года.

## Оценка фильма критикой
Как написал обозреватель «Нью-Йорк Таймс» Фрэнк С. Ньюджент, этот фильм также «весел в традициях своих предшественников, однако немного более наигран в своей весёлости». Фильм повествует об убийствах «так же беззаботно, как и всегда, одновременно подтверждая наше впечатление, что семейная жизнь не обязательно должна быть слишком серьёзной», что «обеспечивает зрителю лёгкое развлечение». Хотя, по мнению Ньюджента, эта картина по сравнению с предыдущими двумя фильмами цикла утеряла часть своей свежести, она по-прежнему хороша. Как пишет критик, «мы просто заранее делаем предупреждение, уведомляя Metro-Goldwyn-Mayer о том, что всему есть предел, включая очарование восхитительных мистера и миссис Чарльз».
Как полагает современный кинокритик Ханс Воллштейн, «этом третьем фильме цикла слишком много сюжета несколько мешает обычной словесной перепалке между Чарльзами, Ником и Норой». Не то чтобы Ник и его очаровательная жена не были, как обычно, изящны, однако сценаристы втянули их в довольно затруднительное дело, которое им предстояло разгадать. Тем не менее, как пишет критик, «конечный результат довольно занимателен, особенно когда безмозглые бандитские приятели Чарльза настаивают на том, чтобы устроить маленькому Нику-младшему (Уильям А. Полсен) вечеринку по случаю дня рождения с „арендованными“ гостями-малышами».
Кинокритик Деннис Шварц считает, что этот фильм «такой же безумный и занимательный, как и два других фильма сериала с участием аристократического частного детектива Ника Чарльза и его очаровательной жены Норы». Однако на этот раз «сюжет более сложный, что, я думаю, хорошо для детективной части, но, к сожалению, отнимает много времени и ограничивает блестящий остроумный обмен репликами этой роскошной и утонченной пары». По мнению критика, этот фильм «е возбуждает настолько же сильно, как его предшественники, потому что в нём слишком много пустой суеты, и он настолько чрезмерен, что история становится утомительной из-за массы ненужных осложнений, связанных с тремя убийствами». Из-за этого история немного затянута, так как «Нику требуется слишком много времени, чтобы разобраться во всех затевающихся пакостях, а в знаменитых остротах пары уже не так много огня, как раньше». По мнению критика, сюжет, кульминация и развязка здесь немного похожи на фильмы с участием Чарли Чана, «но этот фильм по меньшей мере на двадцать минут длиннее, чем триллеры Чана». Как пишет Щварц, «я подозреваю, что Чарли закрыл бы это дело на 85-й минуте».
По мнению автора рецензии в журнале TV Guide, «в этой, порой скучной картине больше детектива, чем комедии, а сценарий менее впечатляющий, чем в предыдущих фильмах цикла „Тонкий человек“». Как полагает рецензент, «атмосфера и декорации, наряду со звёздной игрой главных героев, не могут компенсировать слабость истории».